# Malanea obovata
Malanea obovata är en måreväxtart som beskrevs av Bénédict Pierre Georges Hochreutiner. Malanea obovata ingår i släktet Malanea och familjen måreväxter. Inga underarter finns listade i Catalogue of Life.